# جزیره کورو
جزیره کورو (به لاتین: Koro Island) یک جزیره آتشفشانی در فیجی است که در Lomaiviti واقع شده‌است. جزیره کورو ۴٬۵۰۰ نفر جمعیت دارد.